# Sergej Trubetskoj (1790–1860)
Sergej Petrovitj Trubetskoj (ryska: Сергей Петрович Трубецкой), född 29 augusti 1790, död 22 november 1860, var en rysk militär.
Trubetskoj, som var stabsöverste och guvernör i Kiev, var en av organisatörerna i dekabristernas politiska rörelse. Han stod nära Nikita Michajlovitj Muravjov i sina åsikter och utsågs till dekabristernas ledare och diktator vid dekabristupproret den 26 december 1825 men kom aldrig till Senatstorget där upproret ägde rum. Han dömdes trots detta till döden för sin delaktighet i planerna. Straffet lindrades till livstids tvångsarbete i Sibirien, varifrån Trubetskoj 1856 tilläts återvända.